# 曼森 (北卡羅萊納州)
曼森（英語：Manson）是位於美國北卡羅萊納州沃倫縣的非建制地區。

## 歷史
曼森的郵局自1859年營運至今。

## 地理
曼森所處的海拔為高於海平面129米（即423英呎），而該地所採用的時區為UTC-5，即北美东部时区（EST）。同時該地設有夏令時間，為UTC-5調快一小時，即UTC-4（EDT）。